# Liste der Monuments historiques in Champfleury (Aube)
Die Liste der Monuments historiques in Champfleury führt die Monuments historiques in der französischen Gemeinde Champfleury auf.

## Liste der Objekte
| Bezeichnung                      | Beschreibung                                                       | Standort                    | Kennzeichnung | Schutzstatus | Datum | Bild |
| -------------------------------- | ------------------------------------------------------------------ | --------------------------- | ------------- | ------------ | ----- | ---- |
| Prozessionsbanner                | Stoff, bestickt und bemalt, 19. oder frühes 20. Jahrhundert        | in der Kirche St-Leu (Lage) | PM10004728    | Inscrit      | 1984  |      |
| Skulptur Madonna                 | Kalkstein, ehemals farbig gefasst, 15. oder frühes 16. Jahrhundert | in der Kirche St-Leu (Lage) | PM10000402    | Classé       | 1975  |      |
| Retabel                          | Kalkstein, farbig gefasst, 16. Jahrhundert                         | in der Kirche St-Leu (Lage) | PM10000401    | Classé       | 1911  |      |
| Skulptur Heiliger Nikolaus       | Kalkstein, vergoldet, 18. Jahrhundert                              | in der Kirche St-Leu (Lage) | PM10004725    | Inscrit      | 1977  |      |
| Skulptur Heiliger Lupus von Sens | Kalkstein, farbig gefasst, 16. Jahrhundert                         | in der Kirche St-Leu (Lage) | PM10004723    | Inscrit      | 1977  |      |
| Skulptur Johannes der Täufer     | Kalkstein, 16. Jahrhundert                                         | in der Kirche St-Leu (Lage) | PM10004724    | Inscrit      | 1977  |      |
| Skulptur Heilige Katharina       | Kalkstein, farbig gefasst, 16. Jahrhundert                         | in der Kirche St-Leu (Lage) | PM10004726    | Inscrit      | 1977  |      |
| Skulptur Heilige Ursula          | Kalkstein, vergoldet, 18. Jahrhundert                              | in der Kirche St-Leu (Lage) | PM10004727    | Inscrit      | 1977  |      |
| Kopf einer Madonna               | Kalkstein, vergoldet, um 1330; in der Mairie deponiert             | in der Kirche St-Leu (Lage) | PM10000403    | Classé       | 1982  |      |